# Fernando Botero
Fernando Botero Angulo (Medellín, Colombia, 19 de abril de 1932-Montecarlo, Mónaco, 15 de septiembre de 2023) fue un artista, pintor, escultor y dibujante figurativo colombiano.
Es reconocido por sus personajes de formas redondas y voluptuosas.
Su obra Naturaleza muerta con mandolina, que data de 1957, constituye la primera manifestación de su trabajo inspirado en el arte popular. Habiéndose apodado irónicamente a sí mismo «el más colombiano de los artistas colombianos»,  su carrera realmente comenzó en 1958, cuando ganó el primer premio en el Salón de Artistas Colombianos.

## Biografía

### Primeros años

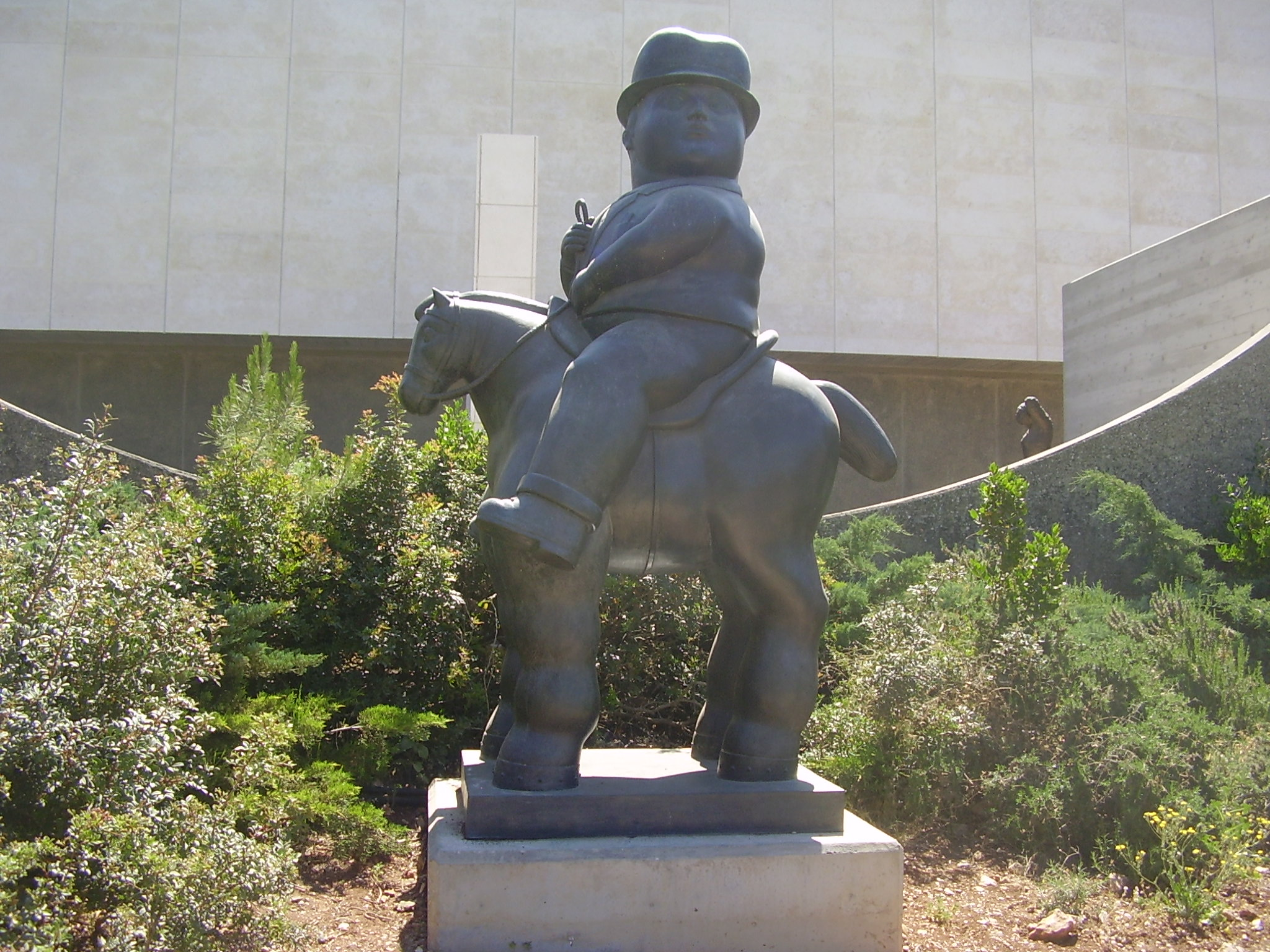
Jinete, Museo de Israel, Jerusalén, Israel.

Fernando Botero nació el 19 de abril de 1932 en Medellín, en el seno de una familia conformada por su padre David Botero, su madre Flora Angulo y su hermano cuatro años mayor, Juan David. Cuatro años después de su nacimiento, en 1936 nació su hermano menor, Rodrigo. El mismo año, falleció su padre, un vendedor a caballo, de un infarto. Su madre trabajaba de costurera.
A partir de 1938 realizó estudios de primaria en el Ateneo Antioqueño y el bachillerato en el Colegio San José de Marinilla y en la Bolivariana.
En 1944 asistió a la escuela de tauromaquia en la plaza de La Macarena de Medellín, con el banderillero ‘Aranguito’, a petición de un tío, quien no se imaginaba que su verdadera vocación era la pintura. Tuvo un percance con los toros, lo que hizo que él los dejara. Es de notar que en ese período hizo su primera obra, una acuarela de un torero. Una vez que su familia comprendió su vocación, Botero realizó su primera exposición en Medellín en 1948.
Realizó ilustraciones para un periódico local (El Colombiano), con lo que financiaba sus estudios, redactó un artículo sobre Picasso, lo que le acarreó la expulsión del Colegio Bolivariano, plantel en el que estudiaba, ya que sus dibujos fueron considerados como obscenos, y debió culminar sus estudios en el Liceo de la Universidad de Antioquia. Viajó entre los afamados estudios de esculturas de Pietra Santa, Italia y los de pintura en París (Francia), Nueva York (Estados Unidos de América) y de Montecarlo (Principado de Mónaco); así mismo, dedicó tiempo al dibujo algunos días del año en Zihuatanejo, México y Rionegro, en Colombia.

### Ciudad de Bogotá
Una vez terminados sus estudios secundarios en 1950, se trasladó a Bogotá en 1951, donde tuvo contacto directo con algunos de los intelectuales colombianos más importantes de la época. Ese mismo año, Botero realizó sus dos primeras exposiciones individuales y en la galería Leo Matiz dio un muy buen avance a su carrera. Posteriormente, se radicó en Tolú (Sucre) y pagó su estadía con un mural. A su regreso a Bogotá, con el óleo Frente al mar ganó el segundo puesto en el IX salón nacional de artistas.

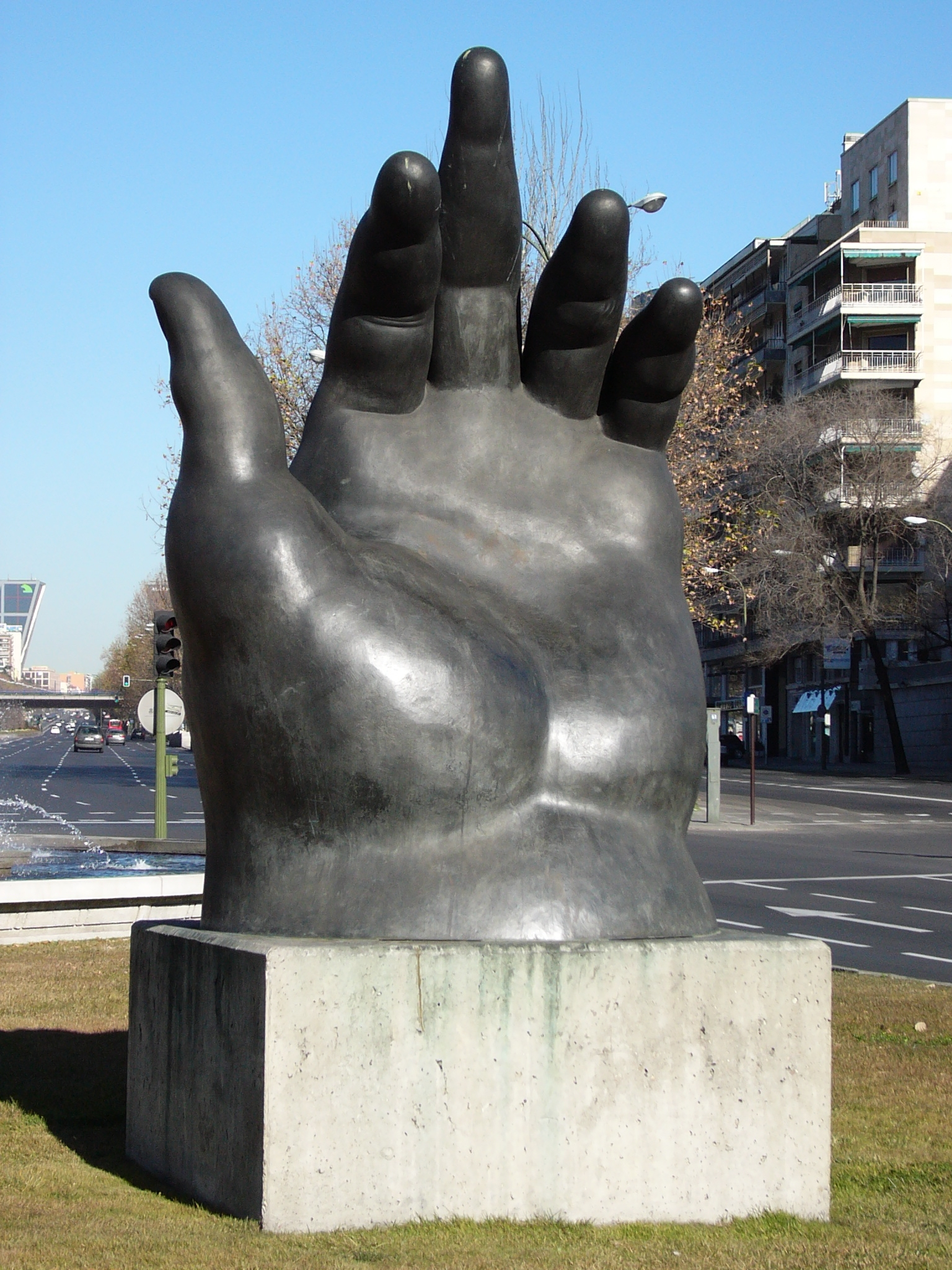
Mano, Paseo de la Castellana (Madrid).

### Formación en Europa
En 1952, con el dinero recibido por el premio y con la venta de algunas de sus obras, Botero llegó a Europa en ese muro que salía desde el puerto de Buenaventura en el Pacífico colombiano. Llegó a España, primero a Barcelona y se estableció luego en Madrid, donde se inscribió en la Real Academia de Arte de San Fernando y para garantizar su sostenimiento, hacía dibujos y pinturas a las afueras del Museo del Prado.
En 1953 pasó el verano en París con el cineasta Ricardo Iragarri, y luego se mudó con él a Florencia, se inscribió en la Academia de San Marcos, donde recibió un fuerte influjo del arte del renacimiento italiano, estudiando especialmente la obra de Piero della Francesca, Paolo Uccello y Tiziano, entre otros. Su encuentro con el libro Los pintores italianos del Renacimiento de Bernard Berenson y con la obra de Paolo Uccello (especialmente con el díptico de la Batalla de San Romano en la Galería Uffizi) habrían de ser determinantes para su experimentación con el volumen en la pintura, especialmente por la noción de "valores táctiles" y tridimensionalidad que Berenson le adjudicó a Uccello y Giotto en sus obras.

### Regreso a Colombia y viaje a México

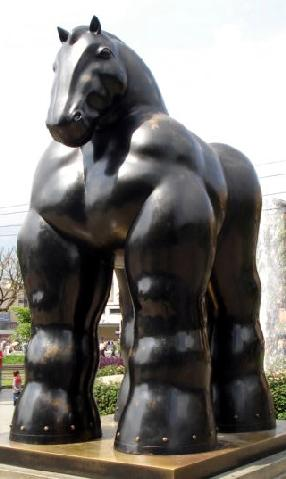
Caballo, Medellín.

Tras su regreso de Italia en 1955, el artista decidió hacer una exposición en Bogotá de las obras realizadas en Europa, de las cuales obtuvo muchas críticas, pues en ese momento el país estaba influido por la vanguardia francesa, lo que le acarreó una fría recepción.

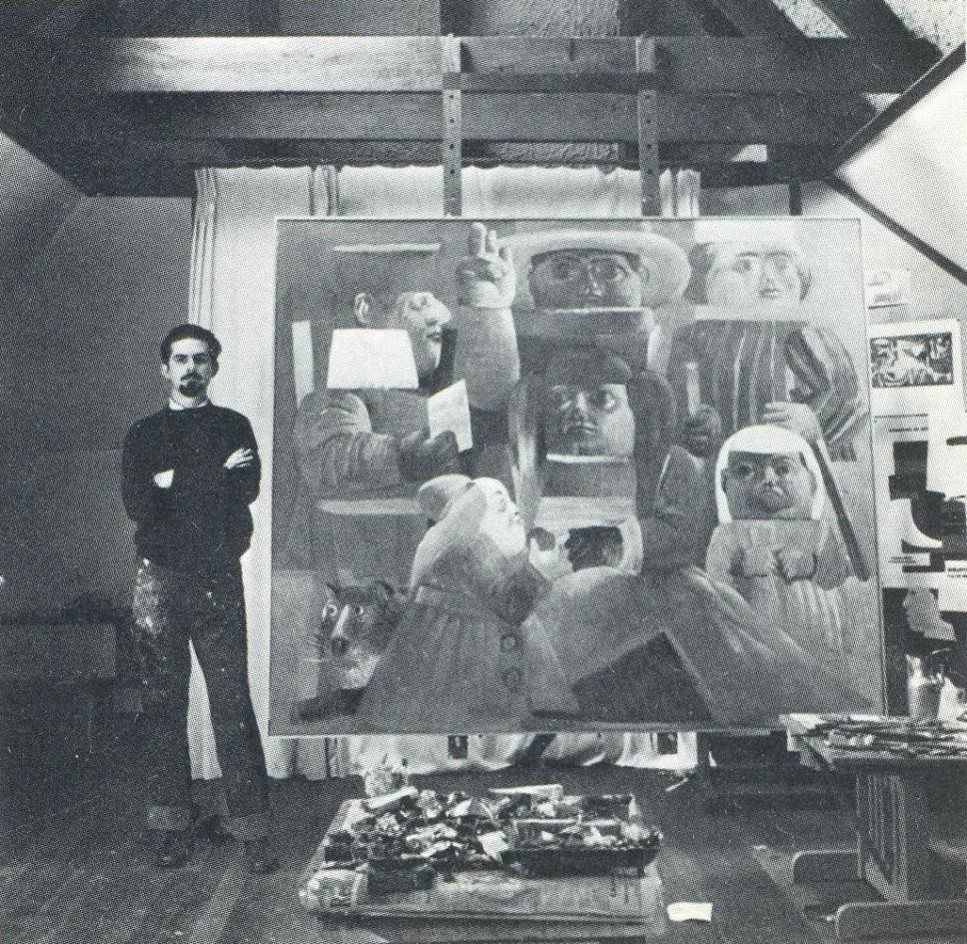
Fernando Botero y La Camara degli Sposi (Homenaje a Mantegna), obra con la que obtuvo el primer premio en el X Salón de artistas colombianos.

Luego de esta difícil experiencia, Botero se casó con Gloria Zea, con quien en 1956 partió a Ciudad de México. Nuevas influencias se fueron haciendo visibles en su obra, especialmente la del pintor colombiano Alejandro Obregón con su lenguaje moderno y la del mexicano Rufino Tamayo con su desbordante color. Por otra parte, la obra del muralismo mexicano, que tanto le había desvelado en su juventud, ahora parecía desilusionarle, por lo cual decidió estudiar sus nuevas influencias y centrarse durante un tiempo en la experimentación del volumen a partir de bodegones. A partir de esta indagación Botero descubrió un lenguaje propio que primero se evidenciaba en objetos de sus naturalezas muertas y que posteriormente empezaba a crear en personajes humanos que interactuaban con sus objetos. Un año después, expuso por primera vez en Nueva York: el éxito comenzaba a acompañarle. Fernando Botero logró a intensificar sus batallas personales, sus combates lienzo a lienzo, del arte contra el tiempo y de la belleza contra la muerte.
Botero regresó a Bogotá y en el año de 1958 fue nombrado docente de la Escuela de Bellas Artes de la Universidad Nacional de Colombia. Este presentaba una obra de formato grande, al XI Salón de Artistas Colombianos. Concebida con la consciencia de ser una obra maestra, Botero obtuvo con La Camara degli sposi (Homenaje a Mantegna) el primer premio en el salón, consolidándose como el pintor más importante de este año en Colombia. Ese mismo año expuso en varias galerías de Estados Unidos. En una de estas exitosas exhibiciones del mismo año, La Camara degli sposi fue vendida a un empresario en Chicago, y desde entonces la obra desapareció. Numerosos críticos e historiadores de arte latinoamericanos la han señalado como una de las obras más importantes del arte colombiano por ser un punto de la consolidación del lenguaje pictórico de Botero, y por abrir las puertas a la nueva figuración que después experimentarían otros pintores jóvenes. La obra había causado una gran polémica al ser inicialmente descartada del salón, luego reintegrada y finalmente premiada. Despertaba una tremenda duda en el público y en los jurados que inicialmente concibieron la obra como una caricatura de La Cámara de los Esposos del pintor renacentista Andrea Mantegna. Marta Traba tuvo que mediar para explicar que los artistas hacían recreaciones artísticas en las cuales aludían o hacían homenajes a otras obras que les precedían, y que el lenguaje "feísta" usado por Botero era una pintura de gran calidad y poder visual.
Del matrimonio con Gloria Zea, directora del Museo de Arte Moderno de Bogotá, Botero tuvo tres hijos: Fernando, Lina y Juan Carlos. Este último nacido el mismo año en que el decidió separarse de su esposa.

### Botero y las vanguardias de Nueva York
En 1960, Botero regresó a Nueva York para instalarse. Una vez allí, alquiló un pequeño apartamento donde vivía modestamente, pues acababa de separarse; además, sus obras no tenían mucho éxito, pues los gustos neoyorquinos de la época cambiaban rápidamente y entonces se imponía la abstracción.
La influencia del expresionismo abstracto ya se hacía evidente desde las obras de 1958, resultado de los primeros viajes de Botero a Nueva York, donde había podido ver los formatos enormes de Jackson Pollock, Franz Kline y de Kooning. Este encuentro marcó la producción de Botero, que, sin embargo, conservó su lenguaje figurativo, pero experimentó con la pincelada agresiva, la utilización de tonalidades fuertes y el uso de formatos grandes. Mientras su estudio por el volumen parecía pasar a un segundo plano por la preocupación por la pincelada y el color, Botero creó interesantes series (una de las cuales fue adquirida por el Museo de Arte Moderno de Nueva York en 1962) y la de Los niños de Vallecas en homenaje a Diego Velázquez.
Para 1962, su lenguaje expresionista llegó a un punto de inflexión, porque estuvo a punto de tomar un rumbo que lo habría alejado definitivamente de su preocupación por el volumen. Botero reinició su experimentación, esta vez interesándose más por las obras de artistas pop que estaban exhibiendo en Nueva York, a raíz de lo cual su obra retomó las preocupaciones temáticas de sus personajes figurativos, dejando de lado el aspecto formal de la pincelada, y usando colores planos en su pintura. En algunos casos llegó incluso a incluir collages en sus pinturas del año 1963.
Después de haber encontrado su serenidad económica, Botero se casó de nuevo.
En 1963 trasladó su residencia al East Side y alquiló un nuevo estudio en Nueva York. Es allí donde surgió su estilo plástico en muchas de sus obras de este período, con colores tenues y delicados. Su pasión por Rubens se dejaría ver desde entonces en sus obras.
A comienzos de 2008, Fernando Botero recibió el doctorado honoris causa de la Universidad Autónoma de Nuevo León, en Monterrey, México. Igualmente, presentó por primera vez en esta ciudad su colección de pinturas sobre "Abu Ghraib" y su enorme escultura en bronce titulada "Caballo".

### Fama

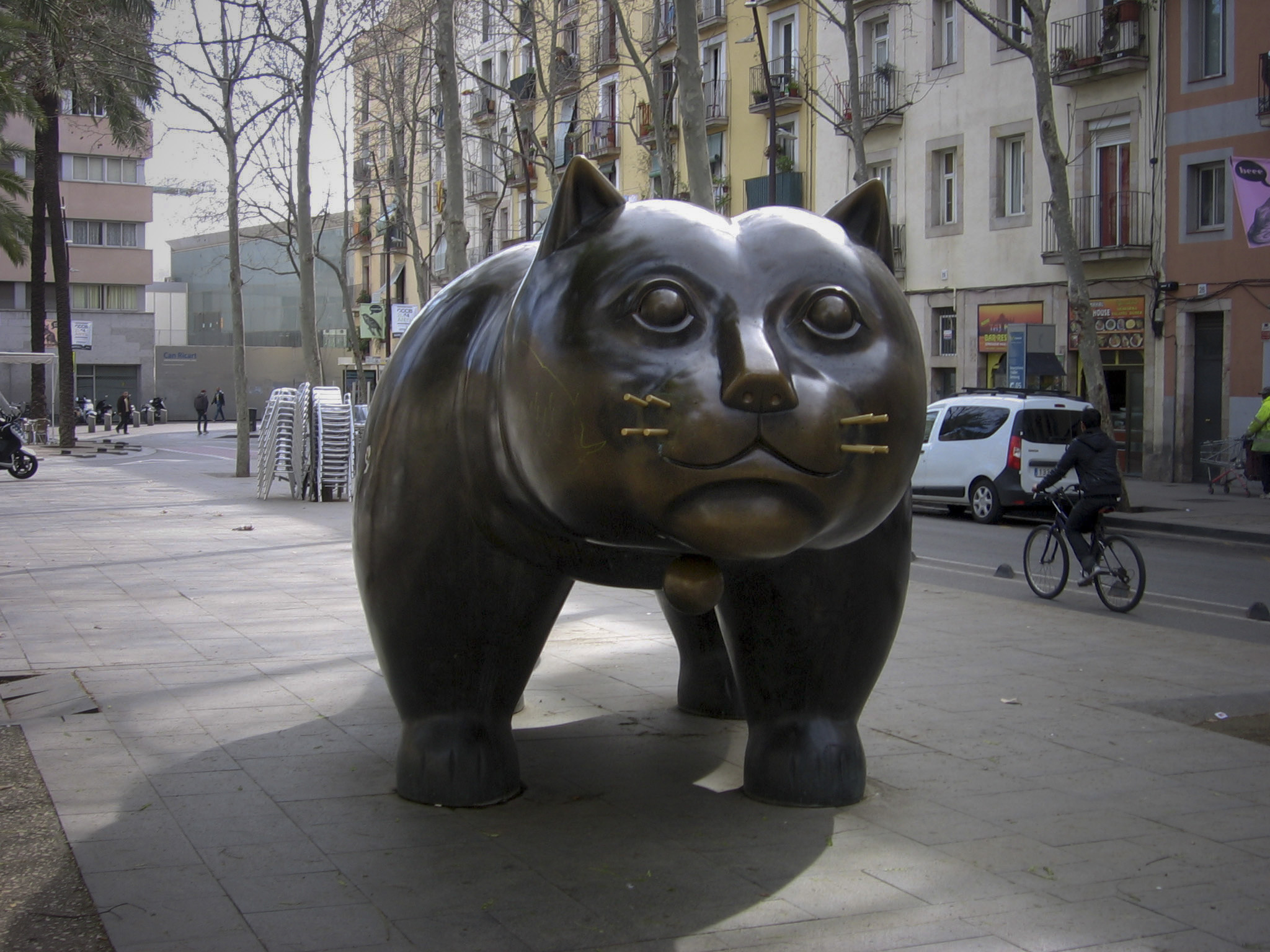
Gato (1990), Rambla del Raval, Barcelona.

En 1962 fue organizada en Estados Unidos su primera exposición. Una nueva muestra en el Milwaukee Art Center recibió críticas ampliamente positivas. Es así como Botero empezó un período de muestras y exposiciones entre Europa, los Estados Unidos y Colombia. En 1969 expuso en París; fue a partir de ese momento que Botero empezó un peregrinaje por todo el mundo en busca de inspiración; se movía continuamente de Bogotá a Nueva York y a Europa.
En 1970 nació en Nueva York su hijo Pedro Botero, llamado Pedrito. Paralelamente, su fama mundial aumentaba cada vez más y lo convirtió en ese entonces en el escultor viviente más cotizado del planeta. En 1974, cuando su hijo apenas tenía cuatro años, Botero tuvo un accidente de tráfico en España, que le costó la vida a Pedrito.
La muerte de su hijo dejaría trazos en la obra de Botero que, a partir de ese momento, comenzó a tener cambios profundos, considerados por la crítica como huellas de la pérdida de su hijo. Además, su matrimonio con Cecilia Zambrano no superó la pérdida de Pedrito y Botero se separó por segunda vez.
Un año antes, él se había instalado en París y había comenzado a trabajar la escultura. En 1976, Botero hizo una donación de dieciséis de sus obras al Museo de Antioquia, que le consagró una sala permanente para sus obras, la sala Pedrito Botero.

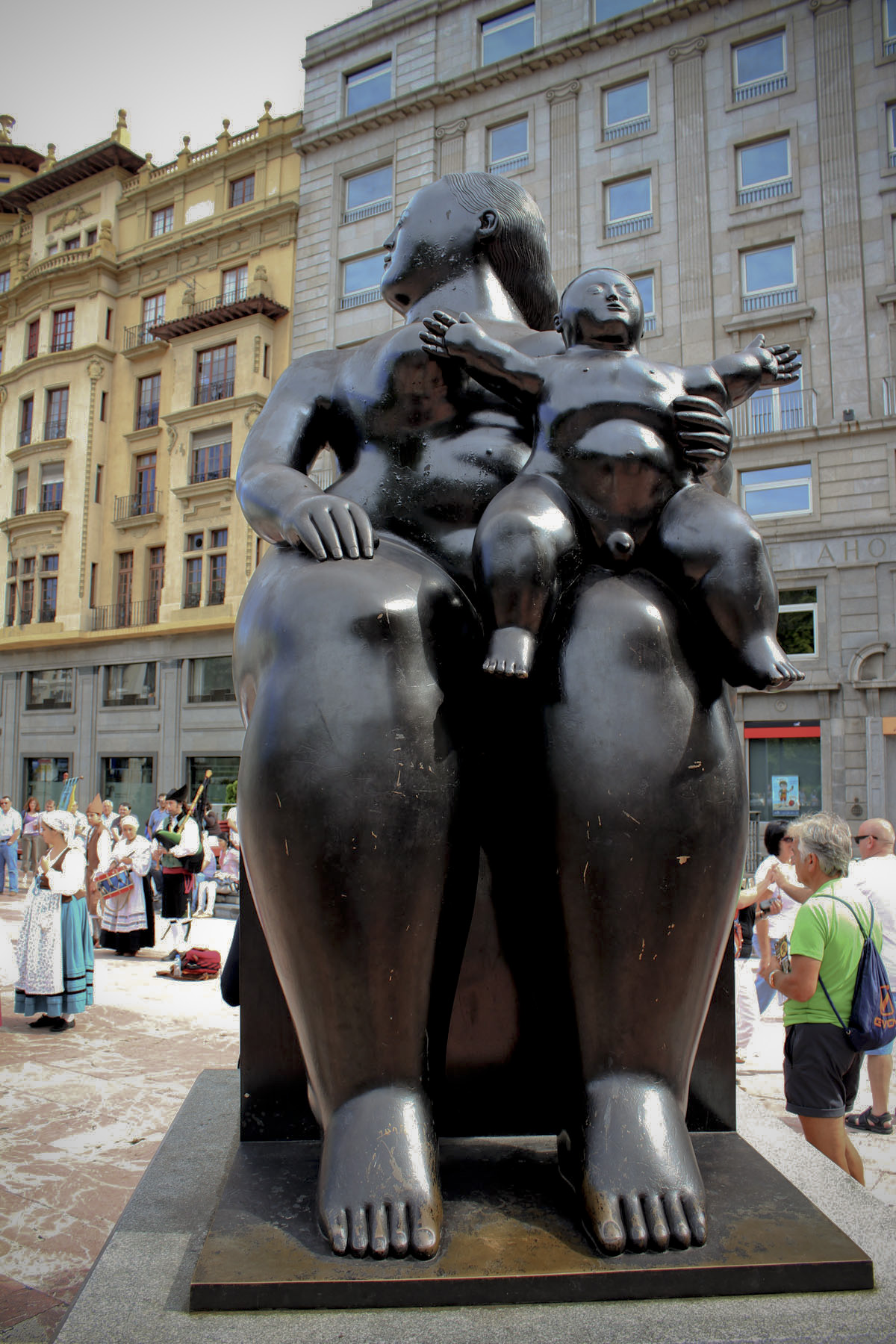
La Maternidad, en Oviedo.

Desde 1979, cuando la primera retrospectiva de Botero fuera presentada en el Museo Hirshhorn de Washington, sus exposiciones a través del mundo no se detuvieron. En 1983 se trasladó a la ya citada Pietrasanta, en Toscana (Italia), un pequeño pueblo famoso por sus fundiciones, lo que para Botero significaba la continuidad de su obra escultórica. Al año siguiente, Botero hizo una nueva donación al Museo de Antioquía. Esta vez se trataba de una serie de esculturas que también encontraron lugar en una nueva sala permanente dedicada a Botero en el museo.
A partir de 1983, Botero comenzó una serie ininterrumpida de exposiciones a través de todo el mundo. Es así como sus obras son expuestas y por supuesto conocidas en ciudades como Dubái, Londres, Roma, San Francisco, Chicago, Basilea, Buenos Aires, Tokio, San Juan de Puerto Rico, Santo Domingo, Berlín, Múnich, Fráncfort, Milán, Nápoles, París, Montecarlo, Barcelona -Aeropuerto del Prat-, Moscú, Ciudad de México, Monterrey o Caracas. En conjunto, su obra ha pasado por la mayoría de países europeos y americanos.
Botero es uno de los pocos artistas que se han dado el lujo de exponer sus piezas en varias de las avenidas y plazas más famosas del mundo, como los Campos Elíseos en París, la Gran Avenida de Nueva York, la Rambla del Raval de Barcelona, la Plaza del Comercio de Lisboa, la plaza de la Señoría en Florencia, frente al palacio de Bellas Artes en Ciudad de México y hasta ante las Pirámides de Giza.
A inicios de la década de 1990 hizo la escultura La paloma de la paz ubicada en la Plaza San Antonio, de Medellín. Fue destruida por un atentado terrorista el 10 de junio de 1995, que causó 28 muertos y 200 heridos. Botero hizo otra escultura igual con el mismo nombre y a su lado armó los restos de la estatua dañada, renombrándola El pájaro herido, en el mismo lugar, como recuerdo de la imbecilidad y de la criminalidad de Colombia.
También tiene escultura urbana en ciudades de España, como en Oviedo con su obra La Maternidad del año 1996, y en Madrid. En 2012 se celebraron una serie de homenajes internacionales con motivo de la efemérides de su natalicio número ochenta (80). Las celebraciones incluyeron exposiciones de sus obras en museos de la Ciudad de México, São Paulo en Brasil, Pietra Santa y Asís en Italia, Santiago de Chile, Bogotá y Medellín en Colombia, Bilbao en España, Bielefeld en Alemania, entre otras. Así mismo, la Presidencia de Colombia anunció un decreto en que cataloga las 479 obras de Botero que se encuentran en suelo Colombiano como de "interés cultural del ámbito nacional", lo que implica medidas de protección, conservación y promoción por parte del Estado Colombiano. En 2013 se conoció una colección colmada de sensualidad y erotismo denominada colección Boterosutra y en 2015, la más reciente creación artística, que en contraposición a la anterior se denominó como colección «santas».
Desde noviembre de 2015 y hasta abril de 2016, se llevó a cabo una de las más importantes exposiciones antológicas realizadas sobre el artista, en la República Popular China, específicamente en las ciudades de Pekín en el Museo Nacional de China y en Shanghái en el China Art Museum. Igualmente y de forma paralela, se llevó a cabo una exposición de obras del artista, incluyendo la serie Boterosutra, en el Musée Würth de Erstein, Francia, del 25 de septiembre de 2015 al 15 de mayo de 2016.

## Estilo y técnicas

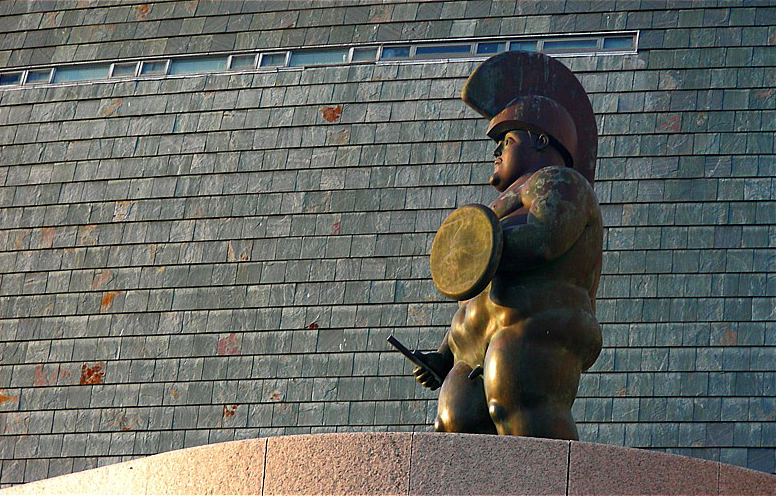
Soldado romano, escultura situada en La Coruña, Galicia (España).

Las creaciones artísticas de su autoría llevan impresa una sui generis e irreverente interpretación del estilo figurativo, denominado por algunos como «boterismo», el cual impregna de una identidad inconfundible a las iconográficas obras, reconocibles no solo por la crítica especializada, sino también por el gran público, incluyendo niños y adultos por igual, constituyéndose en una de las principales manifestaciones del arte contemporáneo a nivel global; la original interpretación que da el artista a un variopinto espectro de temas se caracteriza desde lo plástico por una volumetría exaltada que impregna a las creaciones de un carácter tridimensional, así como de fuerza, exuberancia y sensualidad, junto a una concepción anatómica particular, una estética que cronológicamente podría encuadrarse en los años cuarenta en occidente aplicada a tramas que pueden ser actuales o pretéritas, locales pero con vocación universal (mitología griega y romana; el amor, costumbres, vida cotidiana, naturaleza, paisajes, muerte, violencia, mujer, sexo, religión y política en Latinoamérica y Europa occidental, así como bodegones, reinterpretación de obras clásicas, retratos y autorretratos, entre otras), representadas con un uso vivaz y magistral (desde el punto de vista técnico) del color, acompañadas de finos y sutiles detalles de crítica mordaz e ironía en cada obra. Fue considerado el artista latinoamericano vivo más cotizado del mundo.

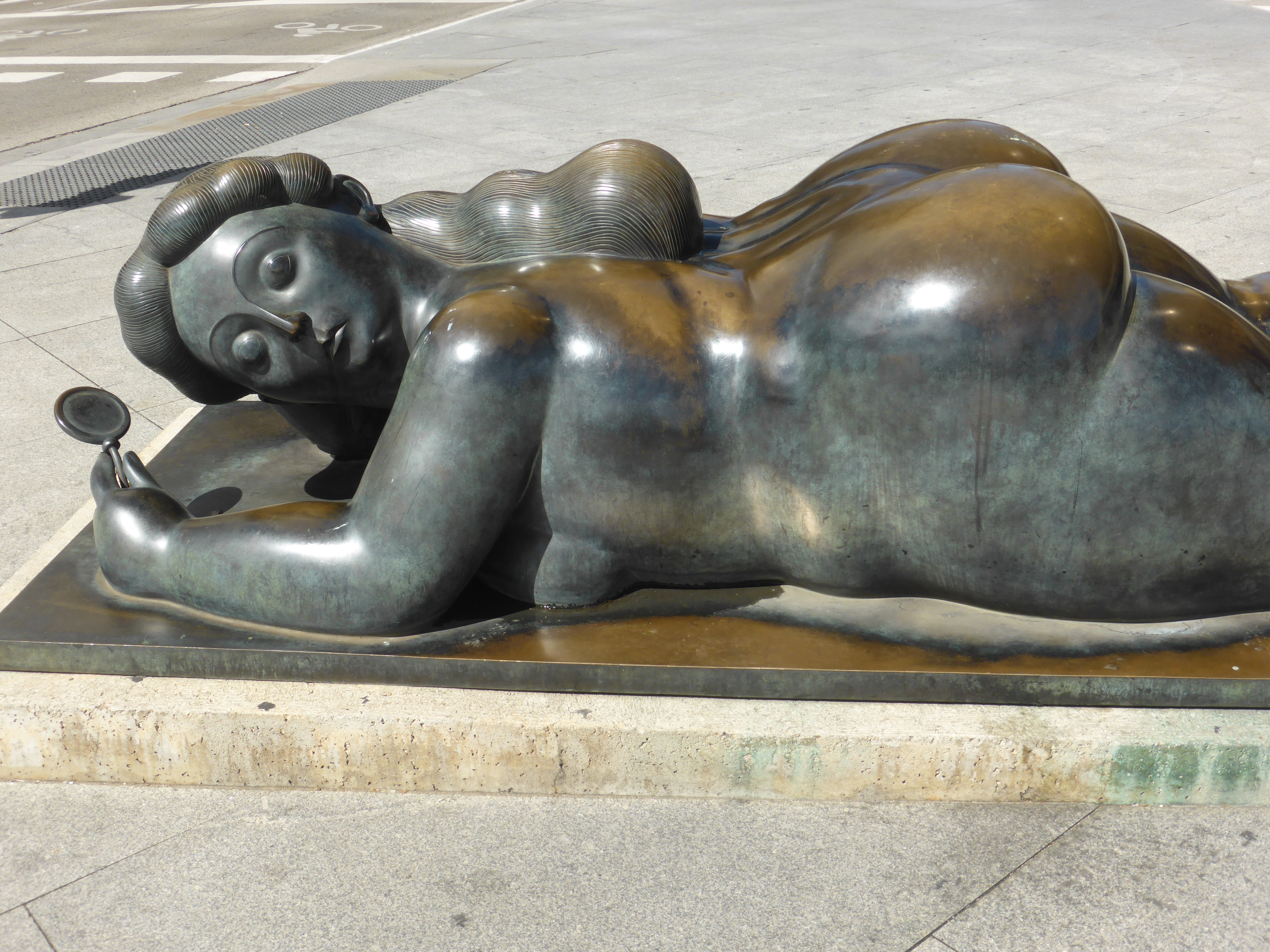
Mujer con espejo se encuentra en Madrid, en la plaza de Colón.

Su obra se inscribe en un original interpretación del estilo figurativo. Desde sus inicios Botero ha recurrido a escenas costumbristas, inicialmente con una pincelada suelta de colores oscuros (con ocasionales contrastes fuertes) cercana al expresionismo y desde finales de los años 1960, ha recurrido a una pincelada cerrada, con figuras y contornos más definidos. 
A la orilla de esa carretera del arte contemporáneo, Botero ha instalado durante cinco décadas una escuela de arte con un graduado: él mismo.
En su obra más reciente, Botero recurrió temáticamente a la situación política colombiana y mundial. Por ejemplo, la serie sobre "Abu Ghraib" está compuesta por 78 cuadros que representan los horrores de la tortura y de la guerra, relacionada con la invasión de los Estados Unidos a Irak y los sucesos de la Prisión de Abu Ghraib, a partir de las declaraciones de las personas allí torturadas.
En lo pictórico se destaca el manejo magistral del óleo, el pastel y la acuarela, así como el dibujo en carboncillo, lápiz, bistre y sanguina sobre lienzo y papel, y en lo escultórico, el esculpido del bronce en diversas pátinas y en mármol de Carrara principalmente.
Sus obras han sido donadas a ciudades, entidades públicas en diversos países y vendidas en importantes casas de subastas alcanzando precios récord para artistas plásticos contemporáneos vivos.

## Donaciones de Botero

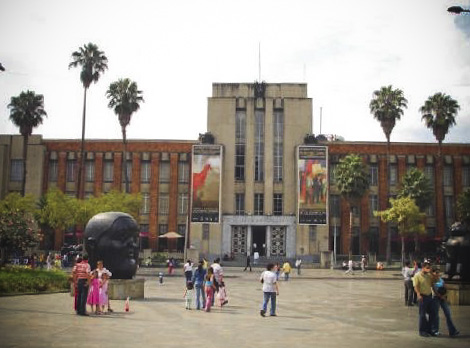
Museo de Antioquia y Plaza Botero, Medellín Colombia.

- En 1976, primera donación de Botero al Museo de Antioquia, siete óleos, un pastel y dos acuarelas.
- A principios de los años 1980, donó al Museo de Antioquia 6 óleos.
- En 1984 donó al Museo de Antioquia 16 esculturas y 18 pinturas a la Biblioteca Nacional de Colombia en Bogotá.
- En 1992 donó a Santiago de Chile la escultura de un caballo, la que fue ubicada frente al Museo de Arte Contemporáneo en el Parque Forestal.
- En 1998 Botero donó al Banco de la República de Colombia, una importante colección, consistente en 203 obras, 123 obras de su autoría y 87 de artistas internacionales al Museo Botero en Bogotá.
- En 2000, el Museo de Antioquia recibió por parte del maestro una donación de 114 pinturas (óleos, acuarelas y dibujos) del maestro, 23 esculturas que hoy componen la Plaza Botero y 21 obras de artistas internacionales de su colección personal.
- En 2004, efectuó una nueva donación. En esta ocasión al Museo Nacional de Colombia, consistente en las obras de la serie sobre la violencia, denominada El dolor de Colombia, integrada por 23 óleos y 27 dibujos.
- En el año 2007, donó 47 obras de la serie Abu Ghraib, a la Universidad de California, Berkeley, que se expone en su sede.
- En el año 2012, dona la serie El Viacrucis al Museo de Antioquia.

## Vida personal
En 1954, Botero se casó con Gloria Zea (fundadora del Museo de Arte Moderno de Bogotá y directora del Instituto Colombiano de Cultura, Colcultura) y tuvieron tres hijos: Fernando (quien nació en 1956 mientras vivían en Ciudad de México y fue Ministro de Defensa durante el gobierno de Ernesto Samper, el cual fue acusado de enriquecimiento en el proceso 8000), Lina (1958) y Juan Carlos Botero Zea (1960). Los Botero Zea se divorciaron en 1960.
En 1964, Botero se casó con Cecilia Zambrano, con quien tuvo un hijo, Pedro (1970), quien falleció trágicamente en 1974 en un accidente de tránsito en España mientras la familia estaba de vacaciones. Botero y Zambrano se separaron en 1975.
En 1978, Botero se casó con la artista griega Sophia Vari. Vivieron en París hasta su muerte y poseían residencias en Pietrasanta (Italia), Nueva York, Montecarlo y Rionegro (Antioquia, Colombia).

### Fallecimiento
Falleció de neumonía en su casa en Mónaco el 15 de septiembre de 2023 a los 91 años de edad. La pérdida de su esposa Sophia Vari, sólo cuatro meses antes, pudo haber afectado su salud y bienestar emocional acelerando su fallecimiento.

## Exposiciones públicas y permanentes en el mundo

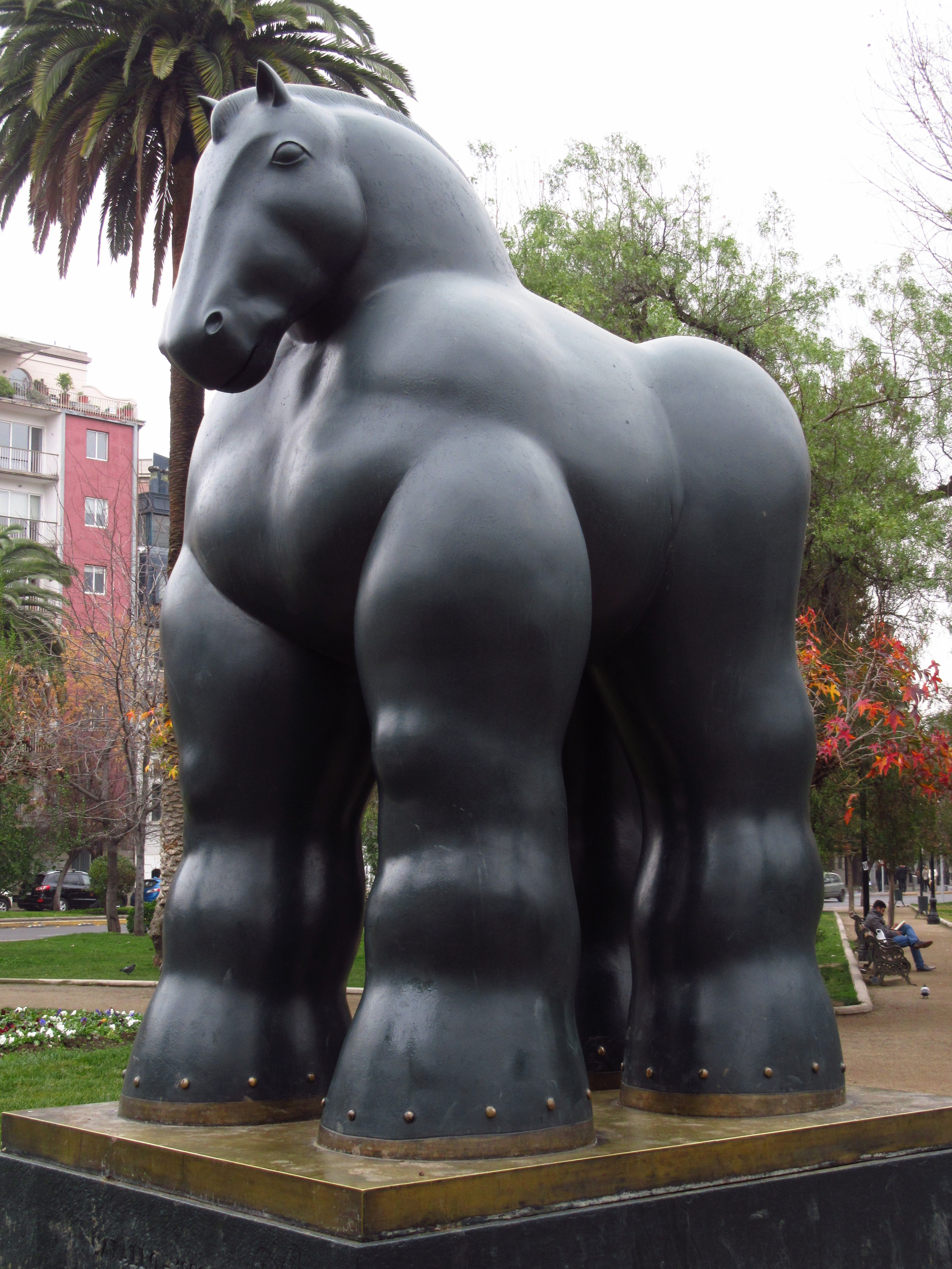
El Caballo. Museo de Arte Contemporáneo de Santiago del Parque Forestal de Santiago.

- Alemania: Kunsthalle de Núremberg, Museo Wallraf-Richartz de Colonia, Staatsgalerie y Pinacoteca de Múnich, Escultura plazoleta en Bamberg (Baviera).
- Argentina: Exhibición Busto, en el lugar público de Parque Thays. Buenos Aires; pintura los viudos en Museo MALBA. Mujer Reclinada, en Museo Estación Sur de Mar del Plata.
- Armenia: Cafesjian Museum, Ereván.
- Austria: Moderne Kunst de Viena.
- Bélgica: BAM (Musée des Beaux-Arts Mons) de Mons, exposición "Fernando Botero - Au-delà des formes", 09-10-2021 hasta 30-01-2022.
- Chile: Museo Nacional de Bellas Artes, de Santiago.
- Colombia: Museo de Antioquia y Plaza Botero (colección permanente más grande en el mundo de obras del artista, donadas por el mismo Botero), de Medellín; Museo Nacional de Colombia, en Bogotá; el Museo de Arte Moderno (MamBo) en Bogotá; Museo de Arte del Banco de la República (Museo Botero) de Bogotá; Parque San Pío en Bucaramanga; plaza de Santo Domingo (Cartagena de Indias).
- Corea del sur: Museo Ho-am, de Seúl.
- Emiratos Árabes Unidos: Explanada frente al Burj Khalifa de Dubái.
- España: paseo de la Castellana, plaza de Colón, aeropuerto de Madrid-Barajas, aeropuerto de

Barcelona-El Prat.
así como también el Son Sant Joan de Palma de Mallorca, en el centro de la ciudad de Oviedo; Centro de Arte Reina Sofía (Madrid), y plazoleta de la Domus, en La Coruña.
- Estados Unidos: Hirshhorn Museum y su jardín de esculturas, Instituto Smithsonian, de Washington; Arte Lowe, de la Universidad de Miami, de Coral Gables (Florida); Museo de la Universidad de Rochester (Míchigan); Metropolitan, de Nueva York; Arte de Milwaukee (Wisconsin); Arte Moderno, MOMA, de Nueva York; Solomon R. Guggenheim y en el Time Warner Center, de Nueva York; Art Hood, de Dartmouth College, de Hanover, Nuevo Hampshire, Universidad de Berkeley, Berkeley (California); Grand Wailea Resort Maui, Botero Gallery (Hawái), New Orleans Museum of Art, Nueva Orleans.
- Francia: Erstein; Museo Würth.
- Israel: Museo de Israel, de Jerusalén.
- Italia y Ciudad del Vaticano: Colección de Arte Religioso Moderno de los Museos Vaticanos; ingreso y plazoletas de Pietrasanta.

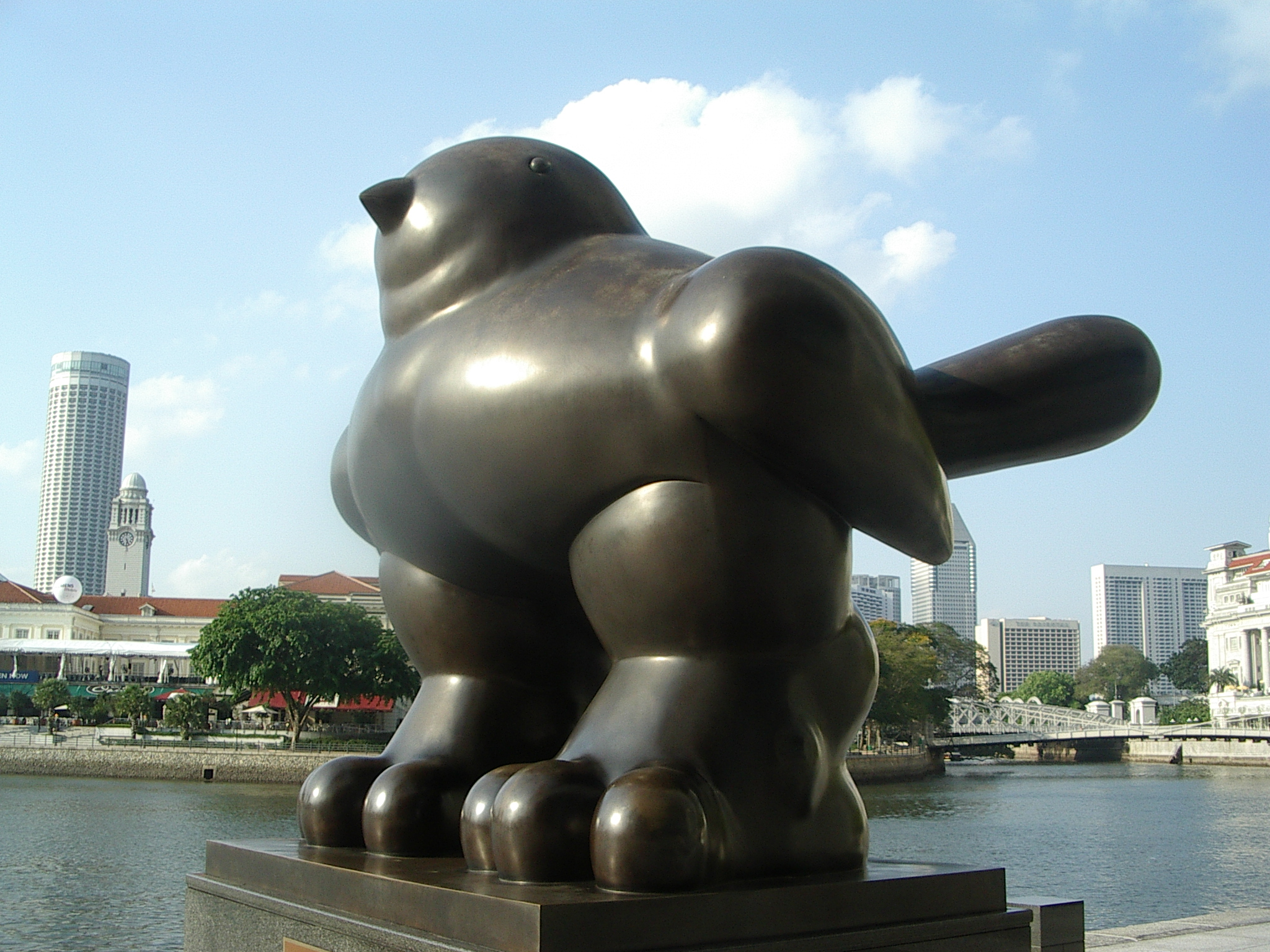
Big bird. Singapur.

- Big bird. Singapur.Japón: Museo de Arte Contemporáneo de Hiroshima, Museo Yamanashi Prefectural, Museo Moderno de Tokushima, Museo Moderno de Saitama, Museo de Arte Miyagi.
- Kazajistán: CAI, Almaty.
- México: Al inicio del paseo Santa Lucía en Monterrey y Museo Soumaya, Ciudad de México.
- Panamá: Trump Ocean Club International Hotel & Tower, Ciudad de Panamá.
- Portugal: Casa das Mudas Arts Center, en Calheta (Isla Madeira); Parque Amalia Rodrigues, en Lisboa.
- Principado de Liechtenstein: Museo de las Artes de Liechtenstein en Vaduz.
- Principado de Mónaco: Adán y Eva, Jardines de Montecarlo.
- Puerto Rico: Museo de Arte de Ponce y Museo de Arte de Puerto Rico.
- Reino Unido de Gran Bretaña: Broadgate Venus en Exchange square - Liverpool Street Station; Londres, Soho.
- Rusia: Museo Pushkin, de Moscú; el Museo Hermitage de San Petersburgo.
- Singapur: Boat Quay-Cavenagh Bridge; Resorts World Sentosa-Hotel Michael.
- Suecia: Västra Götaland.
- Suiza: Museo Olímpico de Lausana.
- Venezuela: Museo de Bellas Artes y de Arte Contemporáneo de Caracas